# Nipponomysella subtruncata
Nipponomysella subtruncata ist eine Muschel-Art aus der Familie der Linsenmuscheln (Montacutidae). Die Art lebt kommensal mit dem im Gezeitenbereich im Sediment grabenden Spritzwurm Siphonosoma cumanense an den Küsten Südwestjapans.

## Merkmale
Das gleichklappige Gehäuse ist im Umriss breit-elliptisch und wird bis 6,8 mm lang. Ein 5 mm langes Exemplare war 3,2 mm hoch und 1,8 mm dick. Das Längen-/Höhen-Verhältnis ist somit etwa 1,6. Die Gehäuse sind deutlich ungleichseitig, die vergleichsweise kleinen, opisthogyren Wirbel liegen etwa ein Drittel der Gehäuselänge vom Hinterende entfernt. Das Vorderende ist etwas enger gerundet als das Hinterende. Der vordere Dorsalrand ist fast gerade bis leicht konvex gekrümmt; er fällt zum Vorderende nur flach ab. Der hintere Dorsalrand ist ebenfalls fast gerade bis leicht konvex gebogen, fällt aber sehr viel steiler ab als der vordere Dorsalrand. Der Ventralrand ist flach konvex gekrümmt.
Das Ligament liegt intern in einer länglich, dreieckigen Vertiefung unter den Wirbeln. In beiden Klappen sind je zwei Lateralzähne, vorhanden. In der rechten Klappe sind die zwei annähernd gleich großen Lateralzähne, ein vorderer und ein hinterer, Vorsprünge des dorsalen Gehäuserandes. In der linken Klappe sind die beiden Lateralzähne nicht gleich groß und divergieren voneinander.
Die weißliche Schale ist dünnwandig und halbdurchsichtig. Die glänzende Oberfläche ist glatt mit groben randparallelen Streifen. Vom Wirbel verläuft ein schwacher Kiel zum vorderen Ende des Ventralrandes. Die Mantellinie ist nicht eingebuchtet. Der Prodissoconch ist 360 µm lang und 260 µm hoch. Der Innenrand des Gehäuses ist glatt.

### Ähnliche Arten
Nipponomysella oblongata (Yokoyama, 1922) ist im Gesamthabitus sehr ähnlich, das Gehäuse ist länger (im Verhältnis zur Höhe), und die Wirbel liegen noch näher am Hinterende (etwa ein Viertel bis ein Fünftel).

## Geographische Verbreitung, Lebensraum und Lebensweise
Das Verbreitungsgebiet ist nur unvollständig bekannt. Bisher kennt man die Art aus japanischen Küstengewässern und vor Phuket, Thailand. Sie lebt dort auf sandigen und sandig-schlickigen Böden vom Gezeitenbereich bis in etwa 20 Meter Wassertiefe.
Nipponomysella subtruncata ist einzeln oder in Gruppen bis zu neun Exemplaren mit Byssusfäden an den grabenden Spritzwurm Siphonosoma cumanense angeheftet. Es sind Kommensalen des in Bauten im Gezeitenbereich grabenden Spritzwurmes.
Die Tiere sind protandrische Hermaphroditen; Exemplare zwischen 1,4 und 2,5 mm Länge sind Männchen. Bei einer Größe zwischen 2,1 und 3 mm kehrt sich das Geschlecht um, und die Tiere werden (und bleiben) Weibchen. Die Fortpflanzung findet im Sommer statt. Die wenigen Eier mit einem Durchmesser von 84 bis 88 µm Durchmesser werden in der Mantelhöhle bzw. im Bereich oberhalb der Kiemen zurückgehalten, wo sie sich zu Veliger-Larven mit einem D-förmigen Prodissoconch weiterentwickeln. Mit einer Gehäusegröße von 107 µm Breite (bzw. Länge) werden sie ins freie Wasser entlassen. Nach einer planktotrophen Phase unbekannter Dauer entwickelten sie sich weiter zu Pediveligern. Mit einer Prodissiconch-Größe von 360 µm gehen sie zum Bodenleben und zur Metamorphose über. Die Jungmuscheln setzen sich zunächst bevorzugt an erwachsenen Muscheln der gleichen Art, meist Weibchen fest. Ab einer Größe von 1 bis 1,6 mm lösen sie sich ab und leben getrennt.
Die Spermien werden in Form von Spermienpaketen (Spermatophoren) übertragen und in paarigen, pilzförmigen Spermientaschen aufbewahrt. Vermutlich werden damit mehrere Gelege befruchtet. Die Samenbehälter erscheinen zuerst in größeren Männchen, oder in Individuen, die gerade dabei sind ihr Geschlecht zu wechseln.

## Taxonomie
Die Art wurde 1927 von Matajiro Yokoyama zuerst als Montacuta subtruncata beschrieben. 1959 stellten Yamamoto & Habe, die Gattung Nipponomysella auf und ordneten Montacuta subtruncata dieser Gattung zu. Art und Gattung werden von der MolluscaBase als gültige Taxa akzeptiert.

## Belege